# Férfi 10 méteres szinkronugrás a 2016-os úszó-Európa-bajnokságon
A 2016-os úszó-Európa-bajnokságon a műugrás férfi szinkron 10 méteres versenyszámának fináléját május 12-én este rendezték a London Aquatics Centreben.

## Versenynaptár
Az időpontok helyi idő szerint olvashatóak (GMT +00:00).
| Dátum                      | Időpont | Forduló |
| -------------------------- | ------- | ------- |
| 2016. május 12., csütörtök | 21:13   | Döntő   |

## Eredmény
| # | Versenyző                                        | Ország                   | Pontok |
| - | ------------------------------------------------ | ------------------------ | ------ |
|   | Sascha Klein / Patrick Hausding                  | Németország (GER)        | 445,26 |
|   | Thomas Daley / Daniel Goodfellow                 | Egyesült Királyság (GBR) | 444,30 |
|   | Olekszandr Horskovozov / Makszim Dolgov          | Ukrajna (UKR)            | 429,75 |
| 4 | Viktor Minibajev / Roman Izmajlov                | Oroszország (RUS)        | 426,51 |
| 5 | Vadim Kaptur / Yauheni Karaliou                  | Fehéroroszország (BLR)   | 395,28 |
| 6 | Alexis Jandard / Loïs Szymczak                   | Franciaország (FRA)      | 373,50 |
| 7 | Andreas Sargent Larsen / Martin Bang Christensen | Dánia (DEN)              | 361,20 |
| 8 | Mattia Placidi / Vladimir Barbu                  | Olaszország (ITA)        | 326,73 |